# 比格斯凱科勒尼 (蒙大拿州)
比格斯凱科勒尼（英語：Big Sky Colony）是位於美國蒙大拿州冰川縣的普查規定居民點。

## 人口
根據2020年美國人口普查的數據，比格斯凱科勒尼的面積為0.63平方千米，皆為陸地。當地共有人口0人，而人口密度為每平方千米0人。